# Малое Козино
Ма́лое Козино́ — рабочий посёлок в Балахнинском районе Нижегородской области России.
Население — 932 человек (2021 год).
Расположен в 33 км к северо-западу от Нижнего Новгорода, в 14 км к юго-востоку от районного центра — города Балахна, в 3 км от железнодорожной станции Алешино.
Близ посёлка планируется строительство низконапорной плотины через Волгу, призванной обеспечить бесперебойное судоходство в условиях обмеления реки.

## История
Указ Ивана Грозного от 7 января 1582 г. называет Большое Козино «сельце Кудиново, а прозвище Козинское». Этим указом Большое Козино и все окрестные села и деревни вдоль Волги, что были «на оброке за Михаилом за Спірином за иныеми черными людьми», передавались Троице-Сергиевскому монастырю взамен его Переславльских земель.
Малое Козино в указе не упоминается, хотя упоминаются все соседние поселения:
Лукино («пустош деревня Лукинское на рекѣ на Пыре»),
Костенево («пустош деревня Констянтиново на рекѣ на Пыре»),
Высоково («пустош деревня Высокое на речкѣ на Черноi»),
Ляхово,
Рогожино («деревня Рогозино»),
Ковригино.
Из этого документа следует, что Малое Козино возникло позднее Большого и в XVI веке либо ещё не существовало, либо было очень небольшим поселением.
В то же время в ревизской сказке, составленной 4 мая 1782 года, жителей деревни называют крестьянами «бывшей вотчины Святотроицкой Сергиевской лавры, а ныне ведомства государственной коллегии экономии Нижегородского наместничества Балахнинской округи».

План хозяйственной съёмки 1863 года

Согласно легенде, в этой местности жила богатая семья Козиных, которые занимались скупкой и перепродажей награбленного разбойниками на дорогах к Нижегородской ярмарке.
Вдоль дороги из Балахны в Нижний (Костромского почтового тракта) глава семьи Козиных построил для двух своих сыновей постоялые дворы с кабаками. Вокруг этих дворов стали селиться люди, таким образом появились деревни Большое Козино — старшего сына — и Малое Козино — младшего.
В архивах находятся свидетельства неблагополучной криминогенной обстановки в этой местности. В делах Балахнинского нижнего земского суда (предшественника уездной полиции) есть сведения о выставлении пикетов «для охранения жителей, проходящих и проезжающих на ярмарку людей от кражи и грабежей злонамеренными людьми и вообще для спокойствия» по Балахнинскому уезду в 35 местах.
Один из пикетов был выставлен: «между деревней Малое Козино и селом Большое Козино на Сыпучем песке при спуске с горы — 4 пикетчика (крестьянина) и 1 лошадь». На усиление пикетов прикомандировывались казаки Оренбургского казачьего полка. В Малокозинский пикет на лето 1853 года был назначен грамотный казак Игнатий Темников.
Пикеты делались «самым прочным видом из тёсу и подлежащей форме». У каждого пикета имелись маяки, устроенные следующим образом: «поставив впереди маяка 4 столба вышиною 1 сажень, намостить на оные тёсу для часового и между этой слани и столбов поставить жердь вышиною не менее 3 саженей или 4-х. Эту жердь обвить соломой, а на самом верху жерди привязать соломенный круг».
С 1858 года пикеты были «Правительством уничтожены», но поскольку злонамеренные люди не исчезли, то Балахнинский земский исправник 12 июня 1860 года просил Нижегородского военного Губернатора разрешить устройство хотя бы 11 пикетов в самых опасных местах: «…ныне приближается скоро время начатия Нижегородской ярмарки, на которую будут следовать гораздо более, нежели теперь обозов с товарами и проезжающих большею частью с капиталами… предполагаем, поставить пикеты в местах лесных, между казёнными селениями крестьян Козинского и Высоковского обществ о которых носятся исстари очень неблаговидные слухи…»
В приложенном к прошению списке 5 пикетов из 11 предполагалось устроить близ селений  Козинской волости.
В деле есть описания некоторых происшествий:
- Гороховского уезда деревни Осинок крестьянин Осип Васильев Беляев 22 числа мая на Костромском тракте за деревней Малым Козиным при опушке леса найден убитым, который, как, оказалось по следствию, получив 21 мая в городе Балахне от г. Васильева за работу денег 228 р. серебром поздно вечером отправился пешком в Нижний Новгород. Преступники не открыты. Дело в уездном суде с 17 июня за № 4370.
- Высоковского отдельного сельского общества 10 февраля ещё до рассвета дня крестьянин деревни Починок Фёдор Михайлов отправившись в Нижний Новгород на лошади с товаром, на дороге найден без лошади и товара лежащим в крови в бессознательном состоянии с проломами на голове, который вскоре помер. Преступники не найдены и дело поступило в уездный суд 19 апреля за № 2817.
- Юрьевецкого уезда вотчины г. Безобразовой деревни Бобров крестьянин Михайла Филатов 21 апреля поздно вечером проходя Костромским объездным трактом, неизвестными двоими людьми, вышедшими из леса ограблен с отнятием денег 35 руб. серебром и нанесением ран, от коих впоследствии получил совершенное облегчение. Злонамеренные люди не найдены. Дело в уездном суде с 28 мая за № 3808.

С 1 февраля 1932 года ВЦИК постановил преобразовать в рабочий посёлок
селение М. Козино, Балахнинского района, со включением в его поселковую черту селений: Лукино, Пыра-Порониха, Алешино и Рогожино.

### История школы
История школы начинается в 1880 году, когда открылась начальная земская школа. Она располагалась недалеко от того места, где сейчас находится храм. В школе был один класс, учились три года. Учеников было около 20 человек. Первым учителем был Александр Иванович Невский. В 1907 году школа переехала в двухэтажный дом. На первом этаже жили учителя, на втором находились классные комнаты. Обучение мальчиков и девочек было раздельным. Учеников было 30 человек, учились 3 года. Законоучителем Малокозинских начальных мужского и женского училищ был священник Алексей Павлович Делекторский. В 1910 была построена новая школа (затем в её здании помещался детский сад). В школе была одна классная комната, а классов — четыре. Учились в две смены по два класса сразу. Всех учащихся было не более 40 человек. В 1912 году построена новая начальная школа, в здании которой сейчас почта и библиотека.

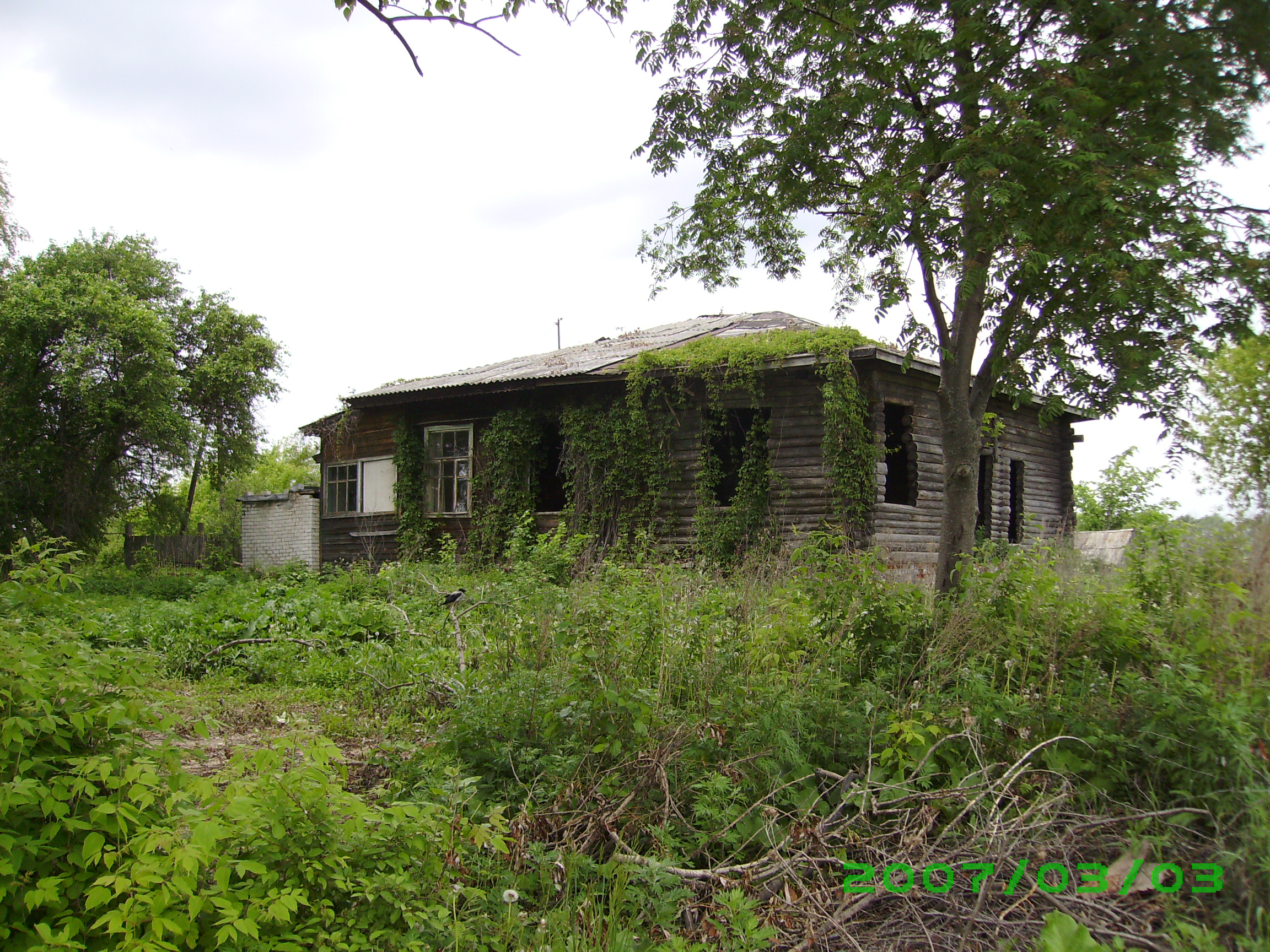
Здание школы, построенное в 1910 году, впоследствии детский сад. 2007 год

После революции произошли изменения и в жизни школы. Днем учились дети, а вечером учились взрослые — те, кто не мог учиться раньше. Вечерняя школа называлась ликбез. Учиться стали 4 года, число учащихся возросло до 100 человек. В 1930-е годы начальная школа стала именоваться ФЗС (фабрично — заводская семилетка). Желающих учиться в 5-х классах было много, помещения не хватало. Учились в обеих начальных школах и колхозном доме, который был возле клуба (бывшей церкви). Большое внимание уделялось труду, но своих мастерских не было. На уроки труда ходили в мастерские п. Большое Козино. В 1933 году была создана столярная мастерская, но очень маленькая и скоро прекратила свое существование. Преподавателями в основном были учителя начальных классов, но были и предметники: Пестова А. М., Щурова А. И., Шипулин А. П. Первым заведующим ФЗС была Рубцова Александра Ивановна. Первых учеников с образованием 7 классов школа выпустила в 1936 году.
В 1937 году ударной стройкой за 72 дня была построена новая школа № 19 на улице Энгельса. Школу строил ее директор Шестаков Александр Андреевич. Жители поселков Малое Козино и Алешино устраивали субботники, помогая быстрее построить школу. В 1953 году школа стала десятилеткой. В Малокозинской средней школе обучались учащиеся поселков Малое Козино, Алешино, 1 Мая, Рогожино, Лукино.
Школа была закрыта в 1998 году в связи с малым количеством учащихся и постройкой в поселке 1 Мая новой школы № 17.

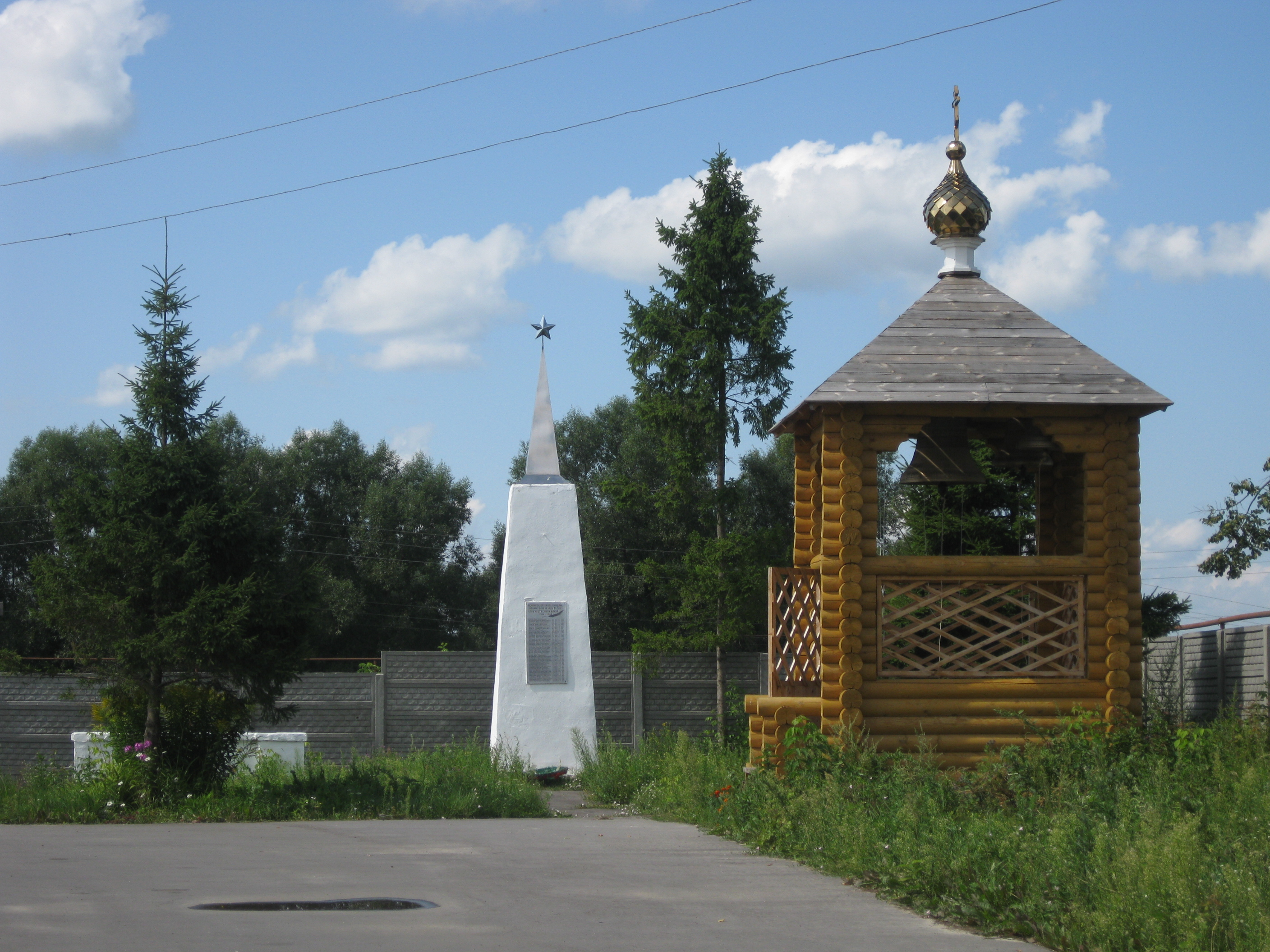
Мемориал падшим войнам возле храма

## Население
| 1959 | 1970  | 1979  | 1989  | 2002 | 2009 | 2010 | 2012 | 2013 |
| ---- | ----- | ----- | ----- | ---- | ---- | ---- | ---- | ---- |
| 6188 | ↗6814 | ↗7356 | ↘7044 | ↘837 | ↘780 | ↘777 | ↗791 | ↗832 |
| 2014 | 2015  | 2016  | 2017  | 2018 | 2019 | 2020 | 2021 |      |
| ↗864 | ↗887  | ↗903  | ↗936  | ↘926 | ↘917 | ↘889 | ↗932 |      |

| Год           | Население (мужчин/женщин/дворов) | Источник                                                                       |
| ------------- | -------------------------------- | ------------------------------------------------------------------------------ |
| 1760          | 103 (45 / 58 / 16)               | ГАНО № 3 (Балахна), ф. 570, оп. 559а, д. 81                                    |
| 1784          | - (106 / — / —)                  | ЦАНО, ф. 829, т. 4, д. 494, л. 36-36 об. «Межевая книга с. Козина с деревнями» |
| 1859          | 466 (209 / 257 / 62)             | Список населённых мест, изд. 1863г, стр. 48                                    |
| 1860          | 420 (199 / 221 / —)              | ГАНО № 3 (Балахна), ф. 570, оп. 559а, д. 1487                                  |
| ок. 1890—1907 | 610 ( — / — / 103)               | Энциклопедический словарь Брокгауза и Ефрона                                   |
| 1926          | 902 ( — / — / —)                 | ГАНО № 3 (Балахна), ф. 22, оп. 1, д. 63, л. 1-4                                |
| 1929          | 968 ( — / — / 176)               | ГАНО № 3 (Балахна), ф. 17, оп. 1, д. 6, л. 15                                  |
| 2002          | 837 (380 / 457 / —)              | Всероссийская перепись населения 2002 года                                     |

## Религия

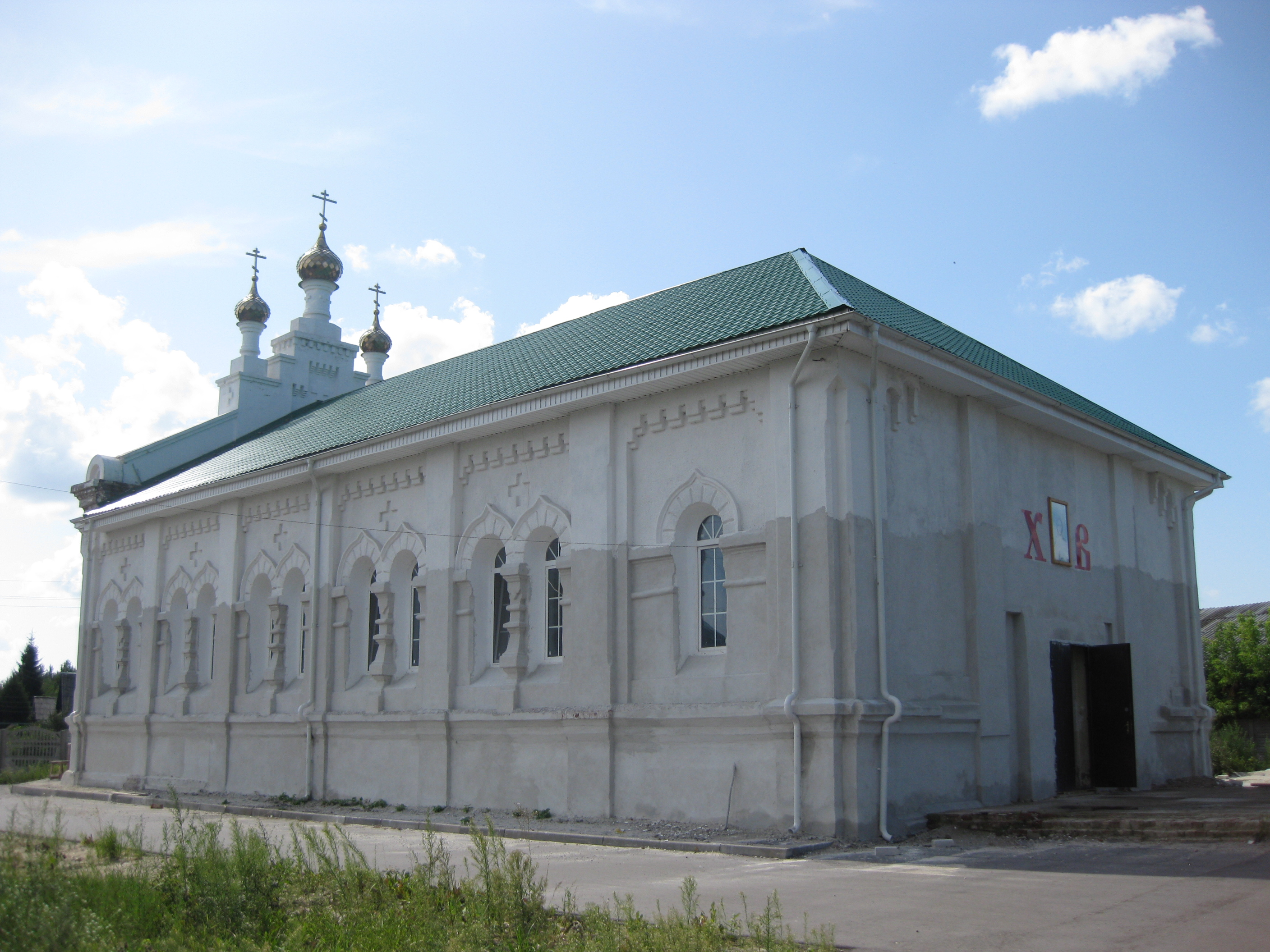
Восстановленный храм, 2009 год

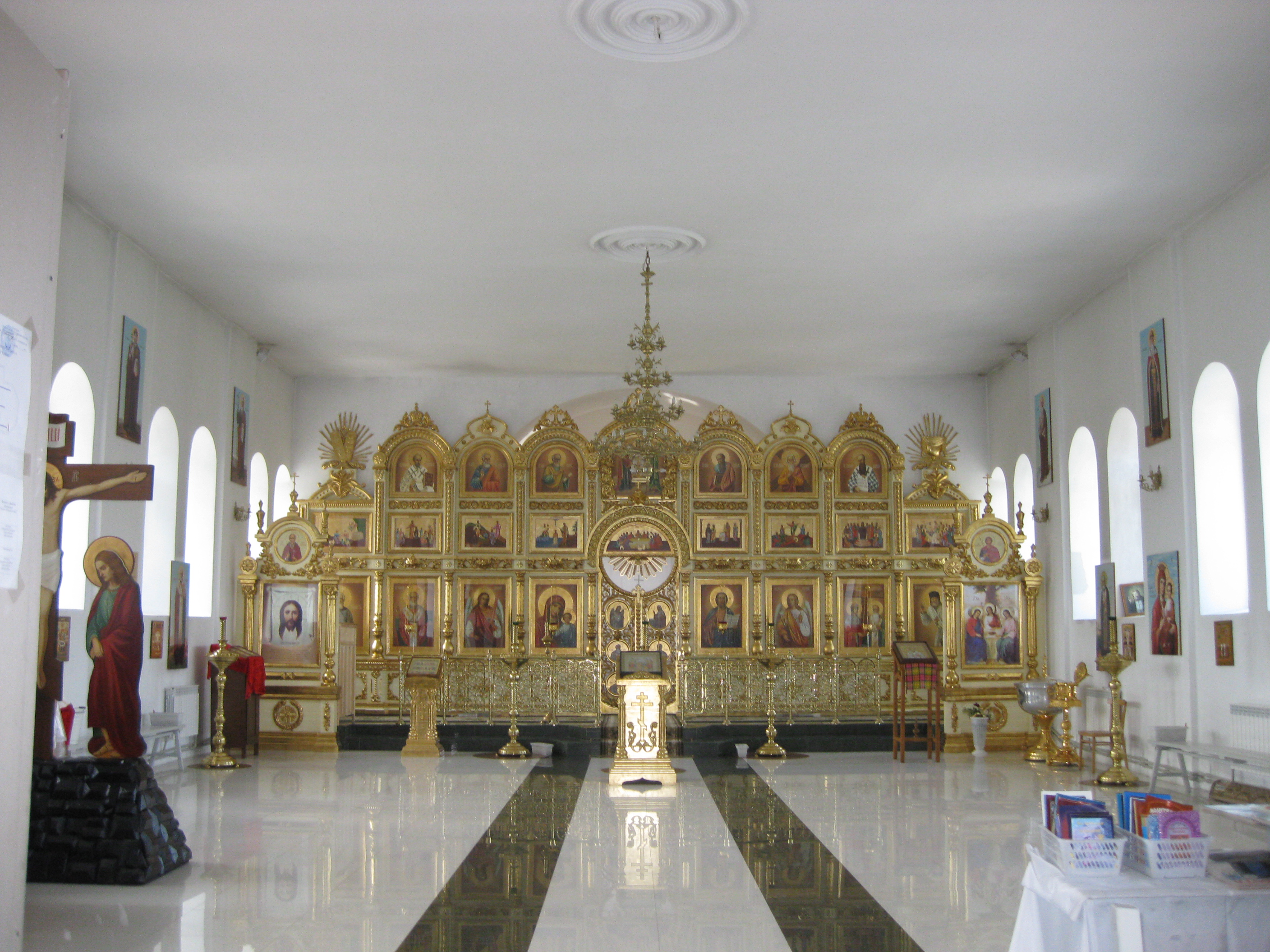
Иконостас

Основную часть населения в дореволюционное время составляли православные. Часть верующих принадлежала к старообрядчеству.
В 1905 году стараниями крестьянина Якова Петровича Кирсанова на средства главным образом сельского общества местного прихода, а частью на средства частных благотворителей, была построена церковь с престолом в честь Воздвижения Честного и Животворящего Креста Господня.
Храм каменный с таковою же колокольней, тёплый с тремя печами, крыша крыта железом, на крыше 4 главы и 3 на колокольне, 5 колоколов: 120 пудов 39 фунтов, 31 пуд 8 фунтов, 5 пудов и два чуть более пуда. При церкви имелась небольшая сторожка для караула. Работала библиотека для духовных лиц.
Причт при церкви по штату состоял из священника и псаломщика. В 1906 году тщанием прихожан для священника был построен дом.
К приходу церкви относились также деревни Алёшино и Рогожино с числом верующих в Алёшино — 217, в Рогожино — 209 (1906 г).
В 1936 году церковь была закрыта, в здании был устроен клуб.
Возрождение храма началось в 2002 году, когда в селе была создана церковная община. 27 сентября 2007 года в день Воздвижения Честного Животворящего Креста в возрождённом храме прошла первая Божественная литургия.

## Полезные ископаемые
Малокозинское месторождение строительных песков расположено у северной окраины посёлка. Пески полезной толщи средней мощностью в 10,9 м имеют модуль крупности — 2, глинистость — 1,9 % и пригодны для производства бетонов. Оценённые запасы по категории С1 — 9336,13 тыс. м³ и по категории С2 — 12503,7 тыс. м³.

## Галерея

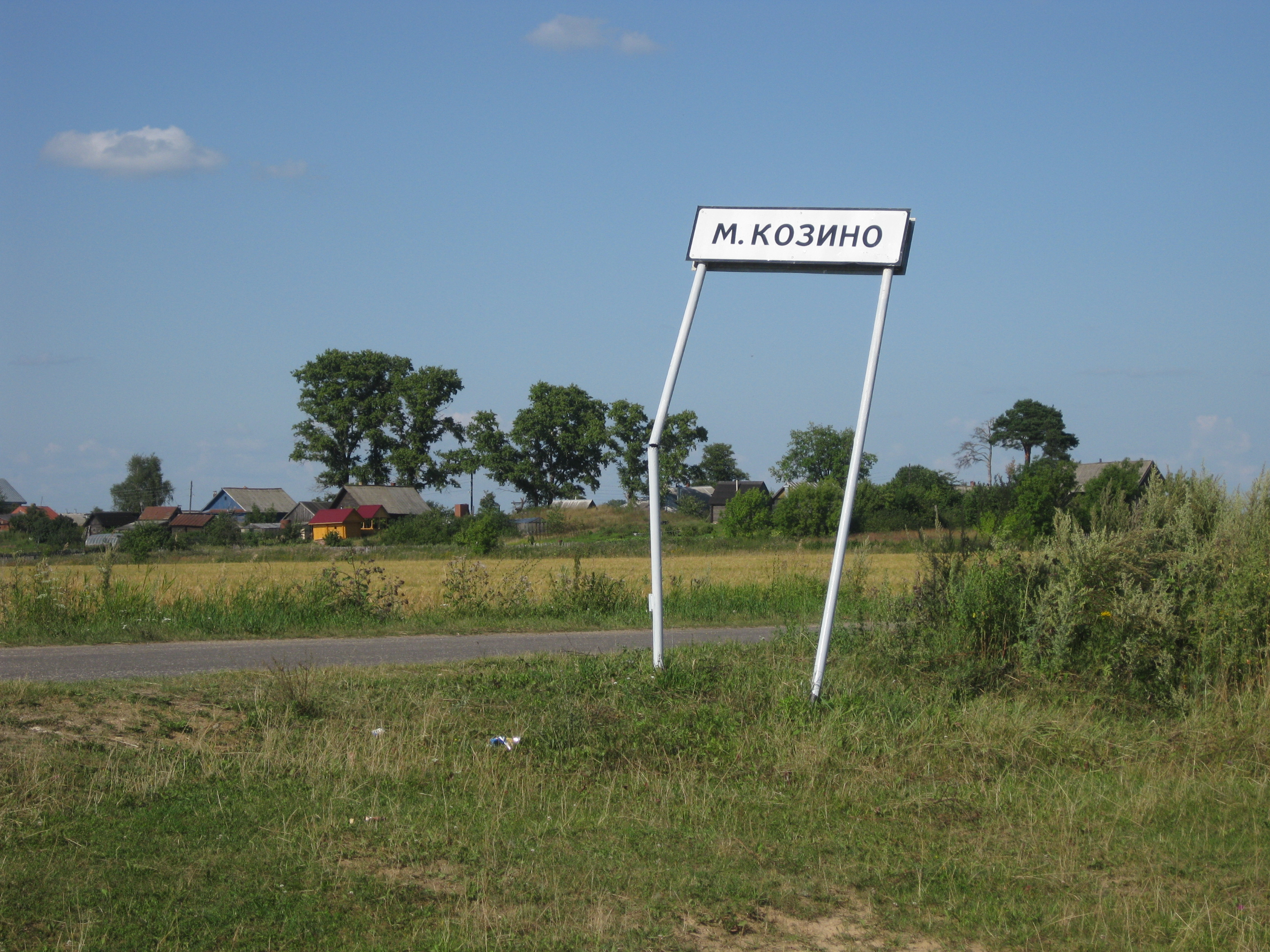
Въезд из Рогожина. 2009 год
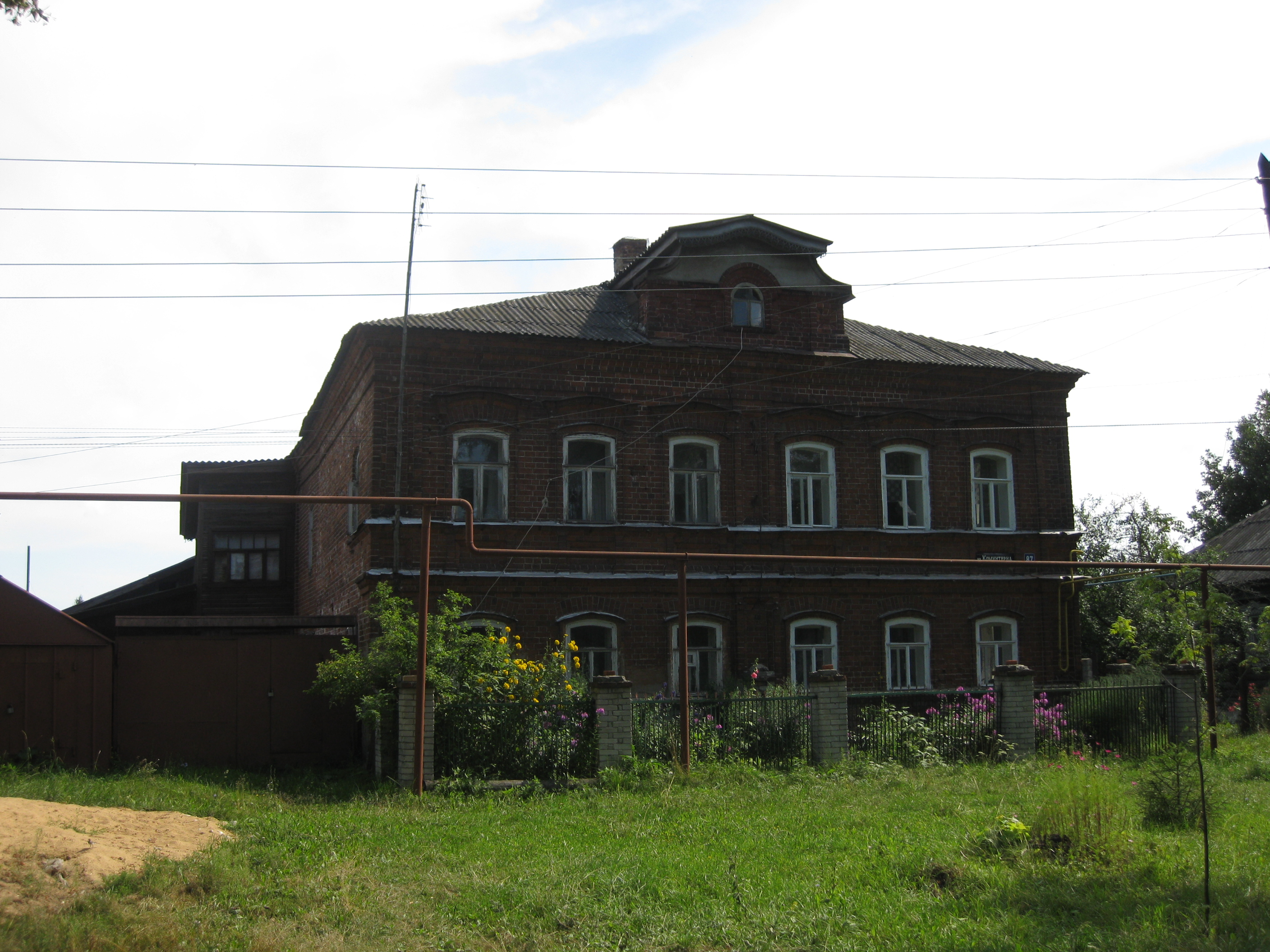
Дом Кирсанова Я. П.
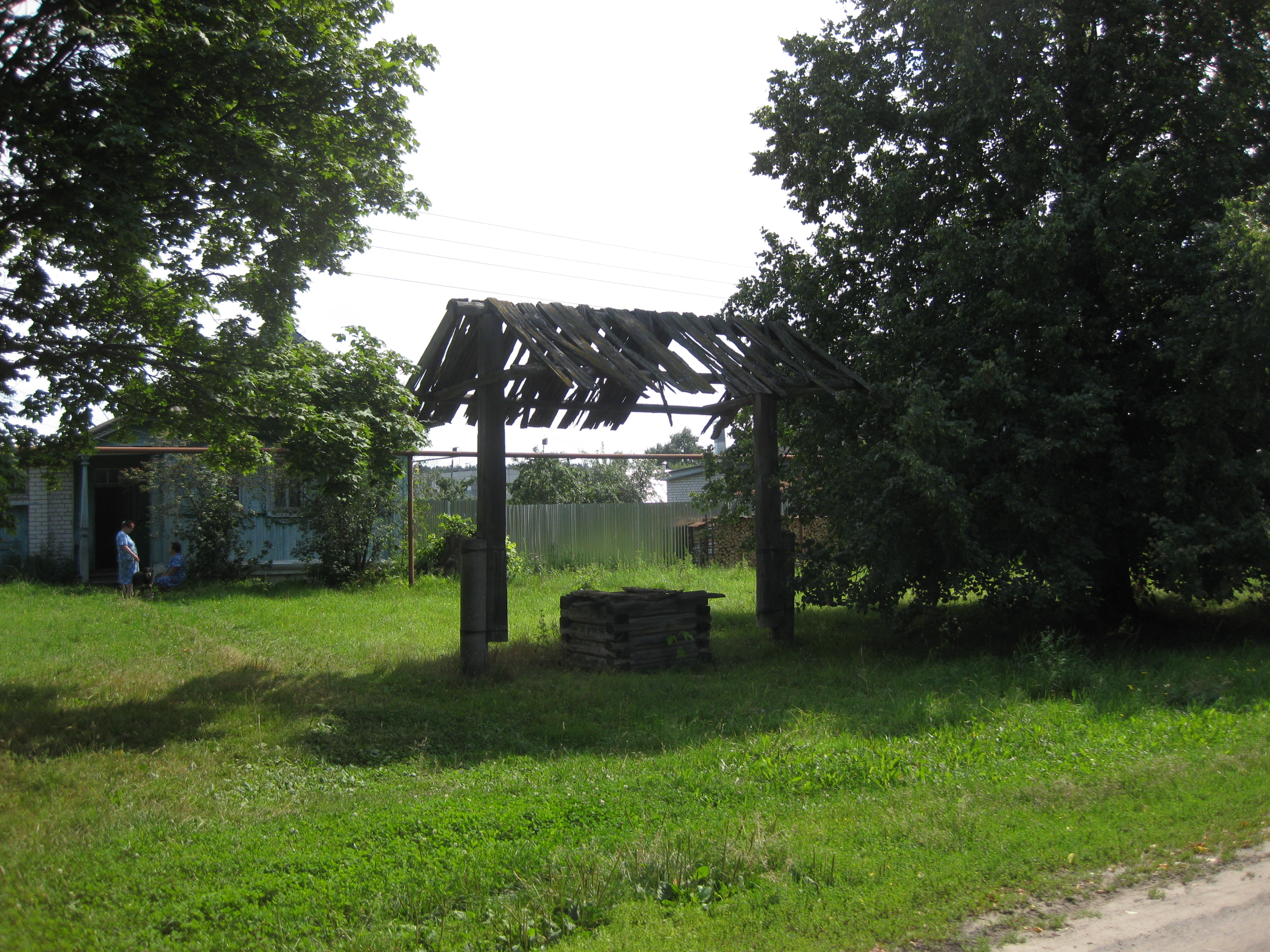
Колодец на ул. Коминтерна
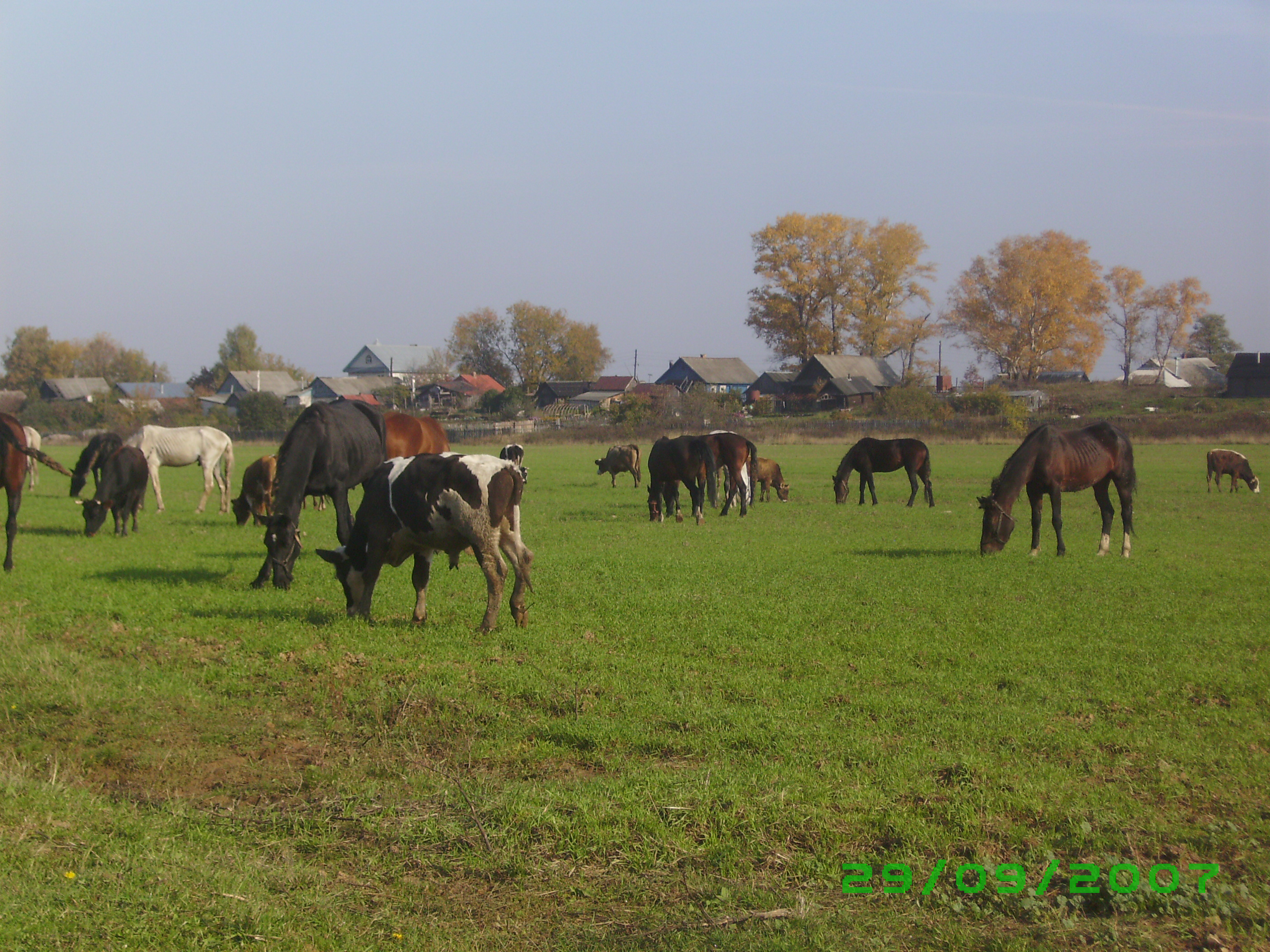
Вид на Выселки. 2007 год